# 小倉山城 (美濃国)
小倉山城（おぐらやまじょう）は、岐阜県美濃市泉町小倉山にあった日本の城（平山城）。美濃市指定史跡。

## 概要
慶長10年（1605年）飛騨高山藩主であった金森長近は、養子の可重に高山城を譲り隠居した。この城は長近の隠居城として築城された城である。別名「小倉居館」とも言われる。
山腹部分に本丸と二の丸が築かれ、山麓に三の丸があったと言う。
その後、可重より長近の実子長光に2万石が分知され美濃国に上有知藩が成立。慶長16年（1611年）長光は嗣子無く没し改易、廃藩となり、小倉山城も廃城になった。元和元年（1615年）上有知は尾張藩の所領となり、天明2年（1782年）城跡に上有知代官所が置かれた。
現在は石垣と土塁が現存している。また本丸に模擬櫓、山頂に三階建ての展望台と忠魂碑が建造されている。小倉山城跡として、美濃市指定史跡となっている。
城下町は現存し、うだつの上がる町並みとして重要伝統的建造物群保存地区となっている。

## 関連項目

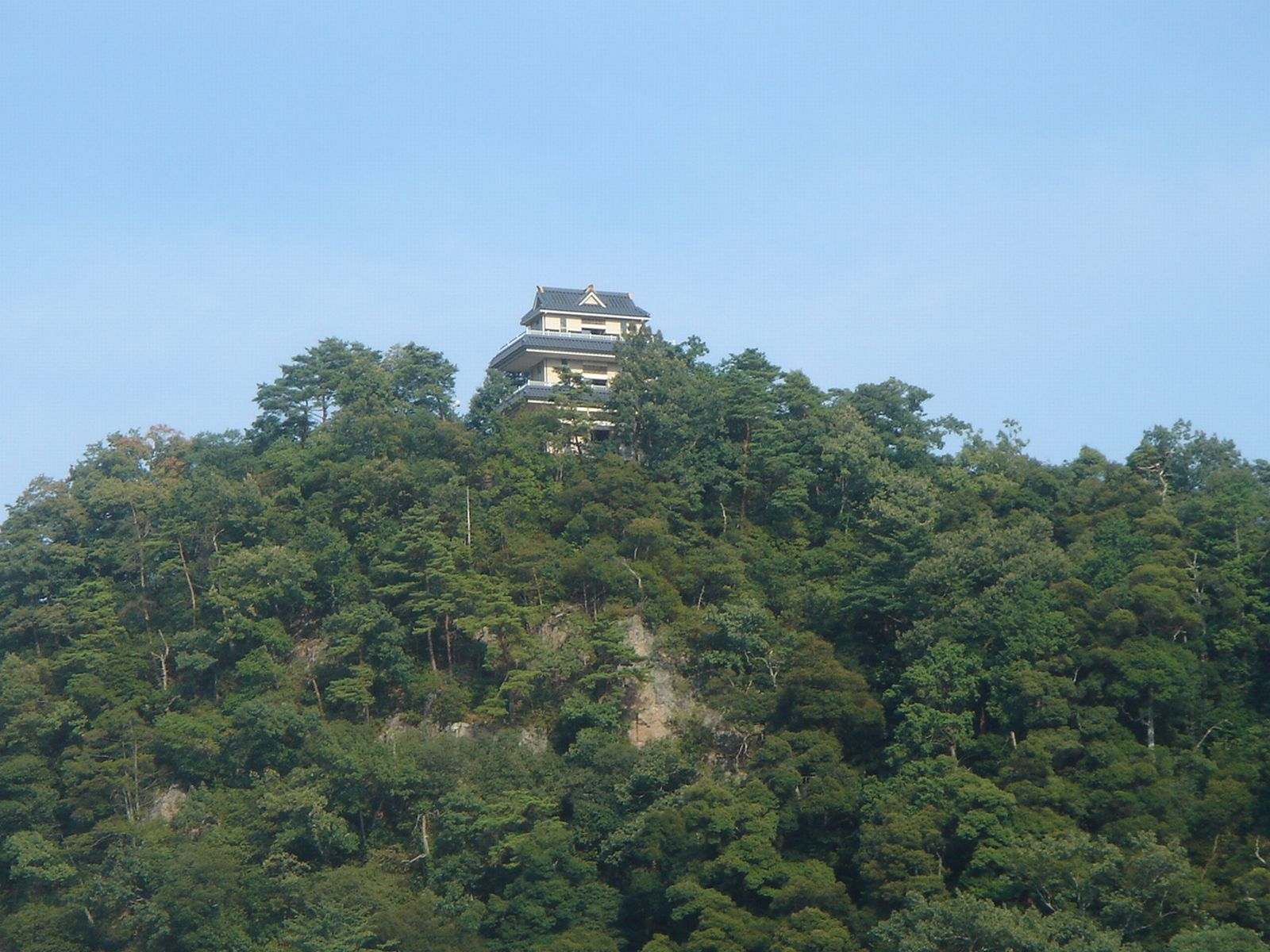
小倉山の山頂の展望台